# Chartier-Corbasson architectes

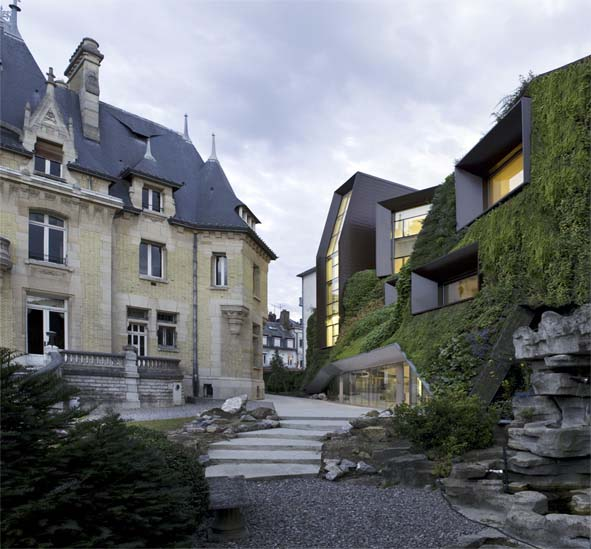
Chambre régionale de commerce et d'industrie de Picardie, Chartier-Corbasson architectes, Amiens, 2012

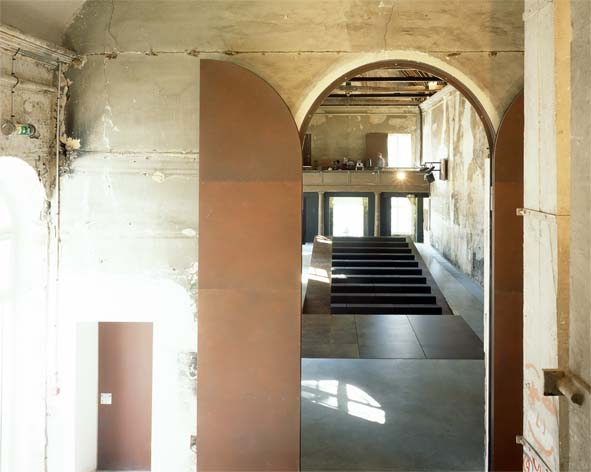
En 2012 Maison de l'architecture, Chartier-Corbasson architectes, Paris, 2004

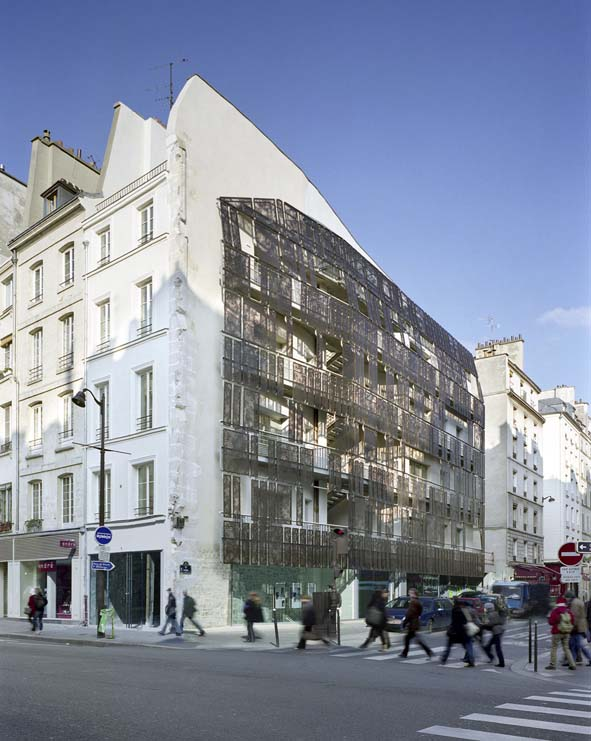
Logements sociaux rue de Turenne, Chartier-Corbasson, Paris, 2009

L'agence Chartier-Corbasson est une agence d'architecture basée à Paris, créée en 1999 par Karine Chartier et Thomas Corbasson.

## Biographie

### Karine Chartier
Karine Chartier (née le 4 avril 1968 à La Rochelle en Charente-Maritime) est une architecte française.
Après un passage par l’École technique supérieure d'architecture de Barcelone, elle obtient son diplôme en 1995 à l’École nationale supérieure d'architecture de Paris-La Villette. De 1995 à 2000, elle est chef de projet pour différentes agences dont Architecture Studio. Elle enseigne à l’École d'architecture de la ville et des territoires à Marne-la-Vallée entre 2002 et 2009.

### Thomas Corbasson
Thomas Corbasson (née le 5 août 1968 à Vaux-sur-Mer Charente-Maritime) est un architecte français.
Après un passage par l’École technique supérieure d'architecture de Barcelone, il obtient son diplôme en 1995 à l’École nationale supérieure d'architecture de Paris-La Villette. Il travaille pendant dix ans chez Jean Nouvel, dès sa deuxième année à l’ENSA la Villette, et cela jusqu’à l’obtention des NAJA en 2002. Il est Vice-Président de la Maison de l’architecture en Île-de-France depuis 2010.
En 2021, Thomas Corbasson entre à l’Académie d’Architecture où il prend le siège précédemment occupé par Leoh Ming Pei.

## Approche architecturale
Pour Karine Chartier et Thomas Corbasson, l’architecture trouve sa justification dans un jeu de rapport au programme, aux existants et aux paysages. On peut parler d’hyper-contextualisation pour qualifier cette démarche à la croisée entre architecture et paysage.
Leur travail reprend le thème de la disparition de l’architecture évoqué par d’autres architectes: En convoquant l’univers de la ruine, de la disparition, leur travail interroge sur le futur de notre modernité.
Leur première commande publique (la Maison de l’architecture en Île-de-France, Paris 10e) leur permet d’établir  un rapport a un patrimoine fort et de poser les bases d’un discours sur la disparition, le projet n’apparaissant que comme une des multiples strates qui composent le lieu.
Les projets suivants tels que l’immeuble de logements de la rue de Turenne à Paris ou la chambre régionale de commerce et d'industrie de Picardie à Amiens conforteront l’agence dans la démarche suivie jusqu’alors. Pour ce dernier, l’agence développe un paysage artificiel qui relie l’édifice à son environnement immédiat dans un rapport de mimétisme, confirmant ainsi les rapports abordés lors de leurs réalisations précédentes.
« La Maison de l’architecture, puis la CCI de Picardie ou le Centre de formation au football d’Amiens, tout comme les logements de la rue de Turenne ou le musée Paul-Belmondo à Boulogne, rendent compte avec ténacité de leur attention aux lieux et aux hommes, de leur volonté de ‘‘tenir le projet’’, de l’idée générale au détail de finition, avec l’engagement qui les caractérisent, et qu’ils ont sans doute affûté l’un et l’autre en faisant leurs premières armes dans de grandes agences parisiennes avant de créer la leur, à quatre mains, à l’orée du nouveau siècle.
Leurs projets se suivent et ne se ressemblent pas, et pourtant, il y a dans leur façon de faire ‘‘sortir de terre’’ leur bâtiments quelque chose de tellurique, qui trace un fil conducteur dans cette œuvre en cours, et donne une force indéniable à leur parti-pris. » Michel Seban
« Ce qui saute aux yeux dans ce duo comme une évidence, comme le substratum de son travail, c’est le rapport au sol. Il y a là comme une complicité évidente du construit vis-à-vis du territoire qu’il envahit. Il s’agit d’un soulèvement permanent du sol pour amorcer la nouvelle configuration des lieux. Le grand mot sous-tendu est celui d’émergence ou de surrection vis-à-vis du relief naturel. » Claude Parent

## Principales réalisations
- Maison de l’architecture, Paris 10e (2004)
- Logements sociaux rue de Turenne, Paris 4e (2009)
- Centre de formation aux métiers du football, Amiens (2009)
- Musée Paul-Belmondo, Boulogne-Billancourt (2010)
- Chambre Régionale de Commerce et d’Industrie, Amiens (2012)
- Salle des musiques actuelles, Nilvange (en cours de réalisation)
- Immeuble de logements rue Championnet, Paris 18e (en cours de réalisation)
- Le Conex, Lille (en cours de réalisation)